# Semiceidae
Semiceidae zijn een familie van mosdiertjes (Bryozoa) uit de orde van de Cyclostomatida.

## Geslacht
- Filicea d'Orbigny, 1854